# ディヴァイン・フューリー/使者
『ディヴァイン・フューリー/使者』（原題：사자、英題：The Divine Fury）は、2019年に韓国で製作されたアクションホラー映画。
キム・ジュファンが脚本と監督を担当した。出演は、パク・ソジュン、アン・ソンギ、ウ・ドファンなど。本作は2019年7月31日に公開された。

## あらすじ
総合格闘技のチャンピオンであるヨンフ（パク・ソジュン）は、神の力を得て、強大な悪魔と戦うことになる。
父親を殺され、その死の間際に神へ祈るも神は願いを聞き届けてくれなかったという悲惨な幼少期を経て、ヨンフは神への深い恨みを抱いていた。その後、その怒りを拳にこめることで、MMAファイターとして成功する。しかし、ある日、アメリカでの試合の後、彼の掌に聖痕が現れ、アン神父（アン・ソンギ）に助けを求めることになる。エクソシストである神父は、悪魔を消滅させた聖痕の力を見て、ヨンフに可能性を見い出す。二人は韓国で暗躍する”闇の司教”と戦うためにパートナーを組むことにする。

## キャスト
※括弧内は日本語吹替
- ヨンフ - パク・ソジュン（櫻井孝宏）子供のころのヨンフ - イ・チャンユ
- アン神父 - アン・ソンギ（山中誠也）
- チェ神父-チェ・ウシク   (伊藤有希)
- ジシン - ウ・ドファン（江頭宏哉）
- スジン - パク・ジヒョン（英語版）（國府咲月）
- ホソク - チョン・ジフン（朝鮮語版）
- キム神父 - シム・ヒソプ
- ソル - イ・ソル（英語版）（カメオ出演）
- スジンの母親 - ソ・ジョンヨン（英語版）
- ホンジン - チョ・ウニョン
- 中華レストラン配達の女性 - パク・ジンジュ（英語版）（カメオ出演）
- シスター・テレサ - キム・シウン（カメオ出演）
- 憑依された男 - イ・スンヒ（カメオ出演）
- アンジェラ - キム・ソンミン
- ベロニカ - チョン・ウイソン
- ボムス - キム・ボムス
- 医者 - リュ・ギョンス

## 製作
本作は、2018年8月14日に製作を開始した。監督のジェイソン・キムと俳優のパク・ソジュンが『ミッドナイト・ランナー』に続いて再タッグを組んだ作品である 。

## 公開
本作は、オーストラリアとニュージーランドで2019年8月8日にPurple Planによってライセンス供与された形でMagnum Filmsが配給し、米国とカナダでは2019年8月16日にWell Go USA Entertainmentの配給で映画館で公開された。